# NGC 705
NGC 705 este o galaxie lenticulară situată în constelația Andromeda. A fost descoperită în 21 septembrie 1786 de către William Herschel.